# 마카례프

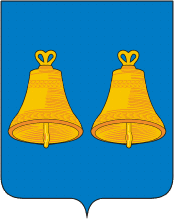
시 문장

마카례프(러시아어: Мака́рьев)는 러시아 코스트로마주 남부에 위치한 도시로, 인구는 7,274명(2010년 기준)이다. 운자 강 우안과 접하며 코스트로마(코스트로마 주의 주도)에서 동쪽으로 184km 정도 떨어진 곳에 위치한다.
1439년 마카례보 운제스키 수도원이 건설되면서 신설되었고 1778년 시로 승격되면서 마카례프나운제(Макарьев-на-Унже)라는 이름을 받게 된다. 19세기 말 마카례프로 줄여서 부르게 되었다.